# Joaquim Maldonado i Almenar
Joaquín Maldonado Almenar (Valencia, 7 de septiembre de 1907 - Valencia, 31 de enero de 2009 ) fue un político  valenciano, presidente de la Ateneo Mercantil de Valencia entre 1955 y 1963, impulsor de la Bolsa de Valencia, abogado, Corredor de Comercio, Agente de cambio y bolsa y dirigente de Unión Democrática del País Valenciano.

## Biografía
Maldonado nació el 7 de septiembre de 1907 en el número 12 de la calle Palomino, del barrio del Carmen de Valencia. Cursó estudios de Derecho en la Universidad de Valencia y entre 1929 y 1935 ejerció de abogado pero poco después el ministro español Joaquín Chapaprieta le nombró corredor de comercio, cargo que ya había tenido su padre bajo las órdenes de  Francesc Cambó. durante los años treinta fue militante de Derecha Regional Valenciana, pero la polarización creciente del conflicto entre derechas e izquierdas durante la Segunda república española, los tres meses de encarcelamiento que sufrió, junto con su hermano y su padre, al inicio de la guerra civil española, y la hostilidad de los milicianos, lo obligaron a ocultarse para mantener el anonimato.
En 1937 se incorporó al ejército de  Franco, en el que llegó a ocupar el cargo de teniente provisional auxiliar del estado mayor, hasta que dos años después abandonó Falange por disconformidad con las directrices del partido. Posteriormente, se reincorporó de nuevo al mundo de la abogacía, convirtiéndose en uno de los personajes más influyentes de Valencia. En la esfera política, acercarse a la oposición democrática de centro, enfrentándose al régimen en algunas ocasiones, como por ejemplo en 1958 cuando promovió y participó en una protesta desde el diario Las Provincias y el consistorio local de Valencia contra la inhibición del gobierno español ante los desperfectos causados por las inundaciones ocurridos ese año en la ciudad.
Desde 1955 hasta el año 1963 fue nombrado presidente de la Ateneo Mercantil de Valencia, dando impulso a una institución dotada de una directiva plural y difusora de unos postulados europeístas. Fue también presidente de la Sociedad Económica de Amigos del País, ya través de ésta se dio empuje a proyectos como el Plan Sur de la ciudad o la fundación de la bolsa y, más tarde de la Bolsa de Valencia. Fue también presidente del Consejo para el Fomento de la Lengua y Cultura Valenciana, destacado dirigente de Unión Democrática del País Valenciano (donde también participó su hijo Joaquim Maldonado Chiarri) y presidente de la Fundación Ausiàs March, así como de la junta de fundadores del Diario de Valencia. Retirado de la esfera pública en los años ochenta, en el año 2000 recibió la condecoración de Hijo Predilecto y Medalla de Oro de la Ciudad de Valencia.Murió el 31 de enero de 2009 en su ciudad natal, a la edad de 101 años.